# Lego Elves
Lego Elves er en produktlinje produceret af den danske legetøjskoncern LEGO. Serien blev introduceret i 2015 som en del af virksomhedens mål om at appellere mere til piger, og  minifigurerne er lavet i samme størrelse som Lego Friends. Efter introduktionen har temaet også affødt en webserie fra 2015 og en enkelt "kortfilm" med titlen Unite the Magic på Legos YouTubekanal og på Netflix.

## Sæt
2015
- 30259 - Azari's Magic Fire  (Marts)  ((Free Polybag with qualifying purchase at Lego Shop))
- 41071 - Aira's Creative Workshop  (Marts)
- 41072 - Naida's Spa Secret  (Marts)
- 41073 - Naida's Epic Adventure Ship  (Marts)
- 41074 - Azari and the Magical Bakery  (Marts)
- 41075 - The Elves' Treetop Hideaway  (Marts)
- 41076 - Farran and the Crystal Hollow  (Marts)
- 41077 - Aira's Pegasus Sleigh  (August)
- 41078 - Skyra's Mysterious Sky Castle  (August)
- EL241501 - Enki the Panther  (September)  ((Magazine gift polybag))
- EL241502 - Flamy the Fox  (November)  ((Magazine gift polybag))

2016
- 30375 - Sira's Adventurous Airglider  (April)  ((Free Polybag with qualifying purchase at Lego Shop))
- 41171 - Emily Jones and the Baby Wind Dragon  (Marts)
- 41172 - The Water Dragon Adventure  (Marts)
- 41173 - Elvendale School of Dragons  (Marts)
- 41174 - The Starlight Inn  (Marts)
- 41175 - Fire Dragon's Lava Cave  (Marts)
- 41176 - The Secret Market Place  (Marts)
- 41177 - Precious Crystal Mine  (August)
- 41178 - Dragon Sanctuary  (August)
- 41179 - Queen Dragon's Rescue  (August)
- 41180 - Ragana's Magic Shadow Castle  (August)
- EL241601 - Miku the Dragon  (April)  ((Magazine gift polybag))
- EL241602 - Jynx the Witch's Cat  (September)  ((Magazine gift polybag))

2017
- 41181 - Naida's Gondola & The Goblin Thief  (Februar)
- 41182 - The Capture of Sophie Jones  (Februar)
- 41183 - The Goblin King's Evil Dragon  (Februar)
- 41184 - Aira's Airship & The Amulet Chase  (Februar)
- 41185 - Magic Rescue From The Goblin Village  (Februar)
- 41186 - Azari And The Goblin Forest Escape  (August)
- 41187 - Rosalyn's Healing Hideout  (August)
- 41188 - Breakout from the Goblin King's Fortress  (August)
- EL241701 - Mr. Spry and His Lemonade Stand  (Juli)  ((Magazine gift polybag))
- EL241702 - Hidee the Chameleon  (August)  ((Magazine gift polybag))

2018
- 41190 - Emily Jones & The Eagle Getaway  (Januar)
- 41191 - Naida & The Water Turtle Ambush  (Januar)
- 41192 - Azari & The Fire Lion Capture  (Januar)
- 41193 - Aira & the Song of the Wind Dragon  (Januar)
- 41194 - Noctura's Tower & the Earth Fox Rescue  (Januar)
- 41195 - Emily & Noctura's Showdown  (Juni)
- 41196 - The Elvenstar Tree Bat Attack  (Juni)